# 藤沢市立八松小学校
藤沢市立八松小学校（ふじさわしりつ やまつしょうがっこう）は、神奈川県藤沢市辻堂元町3丁目にある公立小学校。

## 沿革
（沿革節の主要な出典は公式サイト）
- 1959年（昭和34年）4月1日 : 藤沢市立明治小学校後山分校として発足。
- 1959年（昭和34年）10月1日 : 藤沢市立八松小学校として独立。
- 1962年（昭和37年）6月6日 : 創立3周年記念として校歌制定。
- 1964年（昭和39年）8月25日 : 創立5周年記念事業として岩石園完成。
- 1965年（昭和40年）2月11日 : 学校緑化優良校として県教委より表彰を受ける。
- 1970年（昭和45年）2月3日 : 交通安全優良校として県教育委員長より表彰を受ける。
- 1972年（昭和47年）4月3日 : 藤沢市立羽鳥小学校開校のため、学区縮小、一部が羽鳥小へ分離。
- 1974年（昭和49年）9月1日 : 交通安全に関する県の研究指定校となる。
- 1981年（昭和56年）6月5日 : 創立20周年記念式典及び行事（フィールドアスレチック完成）。
- 1984年（昭和59年）11月8日 : 県教委研究指定校社会科研究発表。
- 1985年（昭和60年）3月15日 : 現校舎改築完成。
- 1992年（平成4年）11月12日 : 交通安全優良校として県より表彰を受ける。
- 1999年（平成11年）9月1日 : 教育情報機器（パソコン）児童用10台導入。
- 1999年（平成11年）11月11日 : 創立40周年記念誌発行（PTA）。
- 2000年（平成12年）3月6日 : 学習用水田完成。
- 2001年（平成13年）1月29日 : ゴミ小屋設置。
- 2002年（平成14年）9月1日 : 児童用パソコン20台増設（合計30台に）。
- 2005年（平成17年）4月1日 : プレハブ校舎完成、ビオトープ完成。
- 2005年（平成17年）9月6日 : 児童用PC10台、教師用1台、プロジェクター等、入れ替え。
- 2005年（平成17年）11月25日 : 研究発表会・心豊かな人間性を養い、自ら学び自ら行動する子を育てる。

## 教育目標
出典
- 自ら考え、自ら進んでする子
- 豊かな心で思いやりのある子
- 共に、元気で頑張る子

## 学区
出典
- 辻堂元町一丁目から三丁目（一部除く）
- 辻堂一丁目の一部・二丁目
- 辻堂神台一丁目（湘南C-X除く）・二丁目の一部
- 辻堂新町一丁目から4丁目（一部）
- 羽鳥一丁目の一部

## 進学先
公立中学校の場合。
- 藤沢市立明治中学校[4]

## アクセス
- 東海道本線辻堂駅南口より徒歩約8分